# Gastrocentrides
Gastrocentrides is een geslacht van schietmotten van de familie Goeridae.

## Soorten
- G. evansi Mosely, 1939
- G. sumatranus Ulmer, 1930